# Chuck Close
Pour les articles homonymes, voir Close.
 (mai 2012).
Si vous disposez d'ouvrages ou d'articles de référence ou si vous connaissez des sites web de qualité traitant du thème abordé ici, merci de compléter l'article en donnant les références utiles à sa vérifiabilité et en les liant à la section « Notes et références ».
Charles Thomas « Chuck » Close est un peintre et photographe américain né le 5 juillet 1940 à Monroe dans l'État de Washington et mort le 19 août 2021 à Oceanside.
C'est l'un des principaux représentants du courant hyperréaliste.
Son thème de prédilection est le portrait, qu'il peint souvent à l'aide d'une échelle (son premier tableau majeur, Big Nude, mesure 3 mètres de haut sur 6,5 de large).
Son œuvre vise dans un premier temps à la reproduction photoréaliste des visages, puis elle évolue avec des recherches sur la pixellisation.
Célébré comme l'un des peintres figuratifs américains les plus influents, Chuck Close se consacre exclusivement au portrait depuis les années 1960, étudiant toutes les techniques possibles : la peinture, la photographie, la sérigraphie, la lithographie, la gravure, le collage, sculpture, etc.

## Biographie
Chuck Close peint en 1969 la toile Phil, portrait du compositeur Philip Glass, qui tient du courant artistique hyperréaliste.
En tant que photographe, Chuck Close est lauréat du World Press Photo 2008, 2e prix, catégorie “Portraits singles”.
Atteint de prosopagnosie dès son plus jeune âge, il explique n'être capable de mémoriser que les visages en deux dimensions.
En 1988, à l'âge de 48 ans, il est victime d'un infarctus de la moelle épinière qui lui enlève l'usage des membres inférieurs.

## Technique

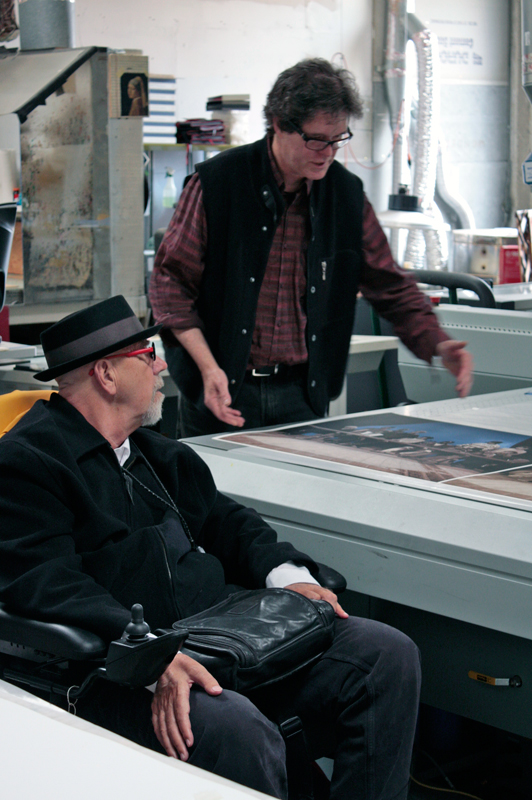
Chuck Close et en 2010.

Il utilise la technique du quadrillage pour reproduire sa photo en grand : préalablement quadrillé, le portrait est reproduit carré après carré pour obtenir des images gigantesques et incroyablement détaillées qui, vues à distance, sont d’une grande fidélité photographique, mais qui, de près, ne laissent voir qu’une multitude de taches colorées abstraites, de sorte que les surfaces apparaissent comme des sortes d’écrans pixelisés.
Le visage humain est traité comme une carte dont la topographie est uniformément intéressante, cherchant à ne pas privilégier un élément plutôt qu’un autre.
Ce souci du détail l'amène à utiliser des formats d’appareils photographiques de plus en plus grands. Ainsi il travaille avec un appareil Polaroid de très grand format (50x60 cm) lui permettant de capturer les détails les plus infimes et les moindres défauts des visages de ses sujets, produisant ainsi des images sans concession.